# Dorsa Geikie
Die Dorsa Geikie ist eine Gruppe von Dorsa auf dem Erdmond. Sie wurde 1976 nach dem schottischen Geologen Sir Archibald Geikie benannt. Sie befindet sich auf der südlichen Halbkugel bei 4° S / 53° O. Der mittlere Durchmesser beträgt 220 km.